# Falkennachtschwalbe
Die Falkennachtschwalbe (Chordeiles minor), auch Nachtfalke genannt, ist einer der bekanntesten amerikanischen Sommervögel. Sie ist berühmt für ihre Sturz- und Zickzackflüge.

## Merkmale
Falkennachtschwalben sind etwa 23 Zentimeter lang und haben eine Flügelspannweite von 59 bis 68 cm, während ihr Gewicht ungefähr 65 Gramm beträgt. Charakteristisch sind für sie, neben dem unregelmäßigen Zickzackflug, die schmalen und spitzen Flügel, welche eine weiße Binde tragen. Das Gefieder ist dunkelbraun oder grau mit brauner Musterung. Beim Männchen ist die Kehle weiß, beim Weibchen gelblichbraun. Das Gefieder der Jungvögel ist noch blasser, die Kehle ist weniger auffällig gefärbt. Männchen haben außerdem noch eine weiße Schwanzbinde. Der Schnabel sieht im geschlossenen Zustand außergewöhnlich klein aus, kann aber bei der Beutejagd weit geöffnet werden.

## Lebensweise
Während der Brutzeit leben Falkennachtschwalben als Paar und während des Zuges im Trupp. Oft sieht man mehrere Paare in unmittelbarer Nachbarschaft zusammenleben. Obwohl ihr Name vermuten lässt, dass sie nachtaktiv sind, sind sie keine ausgesprochenen Nachtvögel. Nur wenn die Jungen zu wenig Futter bekommen haben, jagen sie auch nachts. Normalerweise gehen sie am frühen Morgen und Abend auf Beutezug. Man trifft sie oft in Niederungen, vor allem auf offenen Graslandschaften und in Nadelwäldern. Ihre Lebenserwartung beträgt bis zu 6 Jahre.

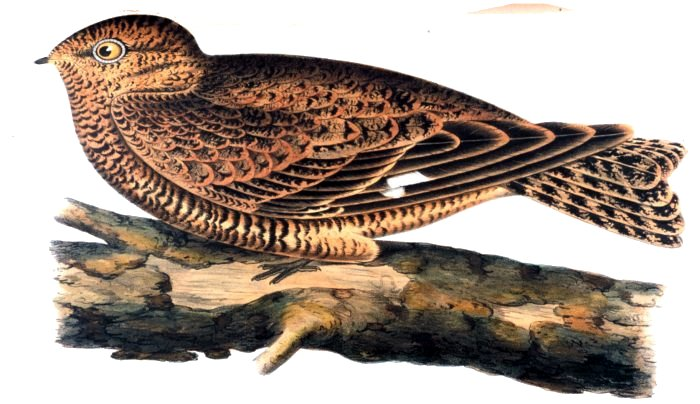
Zeichnung einer Falkennachtschwalbe

### Nahrung
Ihre Nahrung besteht vor allem aus Fluginsekten, wie geflügelten Ameisen, Käfern, Faltern und Heuschrecken. Bei den Bauern sind sie sehr beliebt, da sie viele Schädlinge vertilgen. Sie jagen gerne über offenem Gelände, wie Seen, Flüssen und Wiesen. Sie sind sehr wendige Jäger und erhaschen oft im Sturzflug Insekten. Dabei verursachen die angelegten Flügel ein Geräusch, das klingt, als ob man mit dem Mund an die Öffnung einer leeren Flasche bläst.

### Fortpflanzung
Die Brutzeit der Falkennachtschwalben dauert von Mitte Mai bis Mitte Juli. Nach der Paarung legt das Weibchen 2 gräulich weiße, kräftig lila und braun gescheckte Eier, welche nicht in ein Nest, sondern auf den blanken Felsen oder in eine kleine Bodenmulde gelegt werden. Ein Nest würde auf dem trockenen, felsigen Untergrund eher auffallen. Sie nisten nie im Schatten, da die Eier durch ihre Färbung an feuchten Stellen nicht so gut getarnt wären. Manchmal legen sie ihre Eier aber auch in Holzdach-Nischen der Städte. Wird das Gelege zerstört, folgt ein Nachgelege. Das Männchen bewacht den Nistplatz mit Patrouillenflügen und verteidigt das Gelege oft unter Einsatz seines Lebens.
Nach einer Brutdauer von 14 bis 16 Tagen schlüpfen die Jungvögel und bleiben noch ungefähr 20 Tage in der Nistmulde. Ein Jahr später werden sie geschlechtsreif.

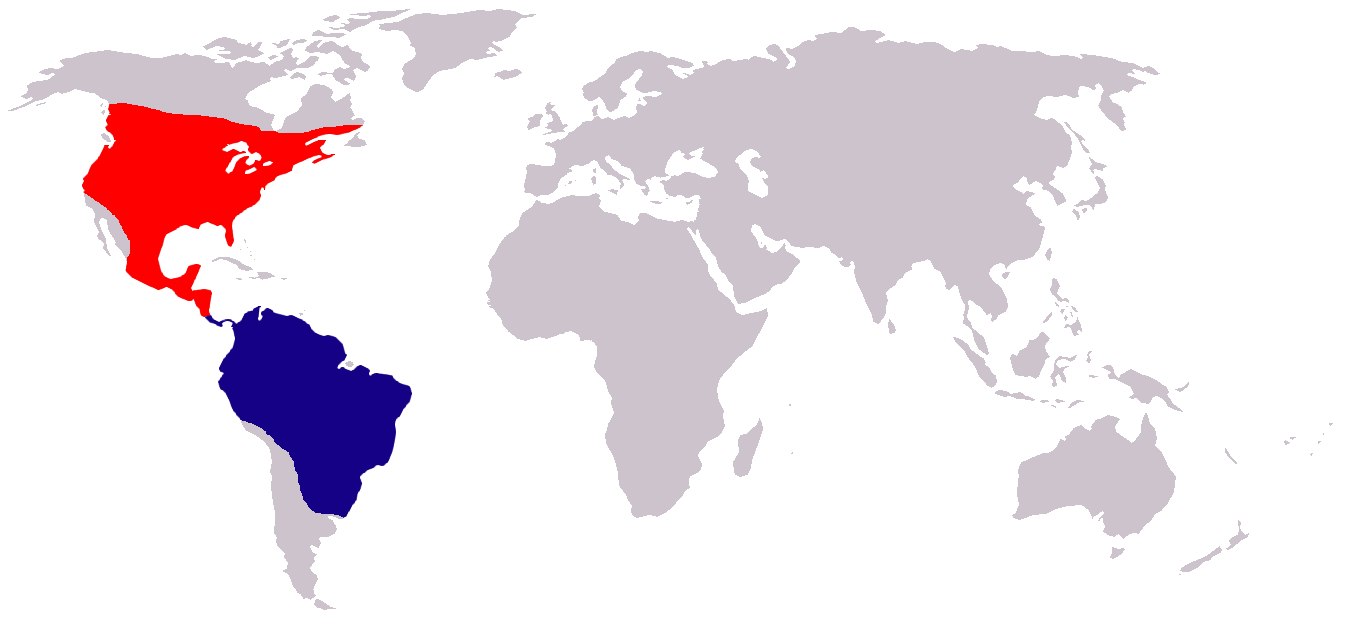
Das Verbreitungsgebiet der Falkennachtschwalbe, rot – Brutgebiet, blau – Überwinterung

## Verbreitung
Ihre Brutplätze liegen in Nord- und Mittelamerika, von dem äußersten Südost-Zipfel Alaskas bis südlich nach Panama. Sie überwintern in Südamerika von Kolumbien bis nach Argentinien.

## Unterarten
Bisher sind neun Unterarten bekannt:
- Chordeiles minor minor (Forster, JR, 1771)[2] kommt vom zentralen und südlichen Kanada bis ins zentrale und östliche Gebiet der USA vor.
- Chordeiles minor hesperis Grinnell, 1905[3] ist vom Südwesten Kanadas über den Westen der USA verbreitet.
- Chordeiles minor sennetti Coues, 1888[4] kommt im südlichen zentralen Gebiet Kanadas und dem zentralen und nördlichen zentralen Gebiet der USA vor.
- Chordeiles minor howelli Oberholser, 1914[5] ist im westlichen zentralen Teil der USA verbreitet.
- Chordeiles minor henryi Cassin, 1855[6] kommt im Südwesten der USA und dem nördlichen zentralen Mexiko vor.
- Chordeiles minor aserriensis Cherrie, 1896[7] ist im Südosten von Texas und dem Nordosten Mexikos verbreitet.
- Chordeiles minor chapmani Coues, 1888[4] kommt im Südosten der USA vor.
- Chordeiles minor neotropicalis Selander & Álvarez del Toro, 1955[8] ist im Osten und Süden Mexikos verbreitet.
- Chordeiles minor panamensis Eisenmann, 1962[9] kommt von Belize und Honduras bis Panama vor.

## Etymologie und Forschungsgeschichte
Die Erstbeschreibung der Falkennachtschwalbe erfolgte 1771 durch Johann Reinhold Forster unter dem wissenschaftlichen Namen Caprimulgus minor. Da er sich auf Mark Catesbys The Whip-Poor-Will bezog, dürfte er Virginia als Verbreitungsgebiet angesehen haben. 1832 führte William Swainson die für die Wissenschaft neue Gattung Chordeiles für die Falkennachtschwalbe (Syn. Caprimulgus virginianus Gmelin, JF, 1789). Dieser Name leitet sich von »chordē χορδη« für »Sehne, Saite« und »deilē δειλη« für »Abend« ab. Der Artname minor bedeutet lateinisch minor ‚kleiner‘. Sennetti ist George Burritt Sennett (1840–1900) gewidmet, howelli Arthur Holmes Howell (1872–1940), henryi Thomas Charlton Henry (1825–1877) und chapmani Frank Michler Chapman (1864–1945). Panamensis bezieht sich auf das Land Panama, aserriensis auf das Tal des Río Asseri und neotropicalis auf die Neotropis. Schließlich hat hesperis seinen Ursprung in lateinisch hesperis ‚vom Abend, westlich‘ bzw. »Hesperos ἑσπερος« für »Abendstern«. Alfred Laubmann nannte in seinem Werk Die Vögel von Paraguay mit Caprimulgus variegatus Vieillot, 1817 basierend auf Ibiyau del jaspeado von Félix de Azara, mit Caprimulgus virginianus Gmelin, JF, 1789 und Caprimulgus jaspideus Merrem, 1832 weitere Synonyme zur Nominatform. Laubmann war sich in seiner Analyse nicht sicher, ob die Nominatform oder C. m. chapmani in Paraguay brütet. In der Literatur betrachtete er Waikthlatingmayalwa im Gran Chaco durch John Graham Kerr und in Yaguarasapá durch Arnaldo de Winkelried Bertoni als Nachweise für das Land.